# Казахи в Русия
Казахите в Русия (на казахски: Ресейдегі қазақтар) са 10-та по численост етническа група в Русия. Според преброяването на населението през 2010 г. броят на хората определили се за казахи е 647 732 души, или 0,47% от населението на страната. Повечето населяват около границата на Русия с Казахстан. Най-големи по численост общности са в Астраханска област (149 415), Оренбургска област (120 262), Омска област (78 303) и Саратовска област (76 007).

## Численост и дял
Численост и дял на казахите според преброяванията през годините:
| Преброяване | Численост | Дял (в %) |
| 1926        | 136 501   | 0,15      |
| 1939        | 356 500   | 0,33      |
| 1959        | 382 431   | 0,33      |
| 1970        | 477 820   | 0,37      |
| 1979        | 518 060   | 0,38      |
| 1989        | 635 865   | 0,43      |
| 2002        | 653 962   | 0,46      |
| 2010        | 647 732   | 0,47      |